# (32685) 1294 T-1
1294 T-1 (asteroide 32685) é um asteroide da cintura principal. Possui uma excentricidade de 0.14317660 e uma inclinação de 2.21668º.
Este asteroide foi descoberto no dia 25 de março de 1971 por Cornelis Johannes van Houten e Ingrid van Houten-Groeneveld e Tom Gehrels em Palomar.